# Großsteingrab Wenzendorf
Das Großsteingrab Wenzendorf (auch Großsteingrab Wennerstorf oder Margaretenstein genannt) ist eine Grabanlage der jungsteinzeitlichen Trichterbecherkultur in der Nähe von Wennerstorf, einem Ortsteil der Gemeinde Wenzendorf im Landkreis Harburg in Niedersachsen. Es trägt die Sprockhoff-Nummer 671.

## Lage
Das Grab liegt nördlich von Wennerstorf etwa auf halbem Weg zwischen dem Ort und der A 1 in einem kleinen Waldstück.

## Beschreibung

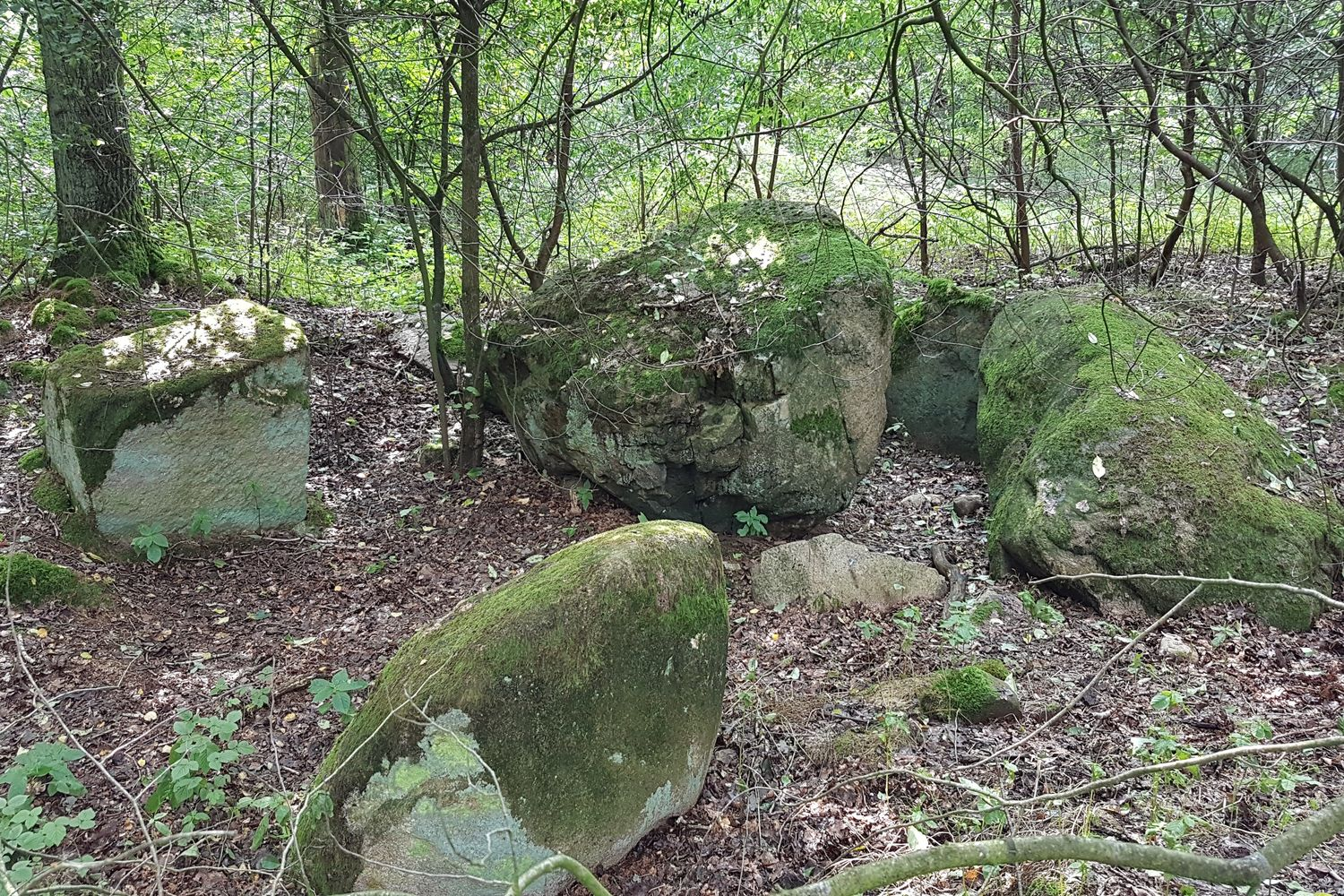
Großsteingrab Wenzendorf

Die Anlage besitzt eine ovale Hügelschüttung mit einer Länge von 16 m und einer Breite von 11 m. Darin befindet sich eine ost-westlich orientierte Grabkammer. Sie bestand in ihrem ursprünglichen Zustand aus fünf Wandsteinpaaren an den Langseiten, zwei Abschlusssteinen an den Schmalseiten und fünf Decksteinen. Es scheint sich somit um einen Großdolmen zu handeln. In situ erhalten sind noch der westliche Abschlussstein sowie von Westen aus gesehen der erste und dritte Stein der Südseite sowie der dritte Stein der Nordseite. Der zweite Stein der Nordseite ist in drei Stücke gesprengt. Der westliche Deckstein ist nach Norden abgerutscht, der folgende Deckstein liegt gesprengt im Inneren der Kammer. Zwei weitere gesprengte Steine liegen am östlichen Ende der Grabkammer. Sie sind nicht mehr eindeutig als Wand- oder Decksteine einzuordnen.